# Референдум в Беларус (1995)
На 14 май 1995 г. в Беларус е проведен референдум.
Действията на Александър Лукашенко във външната политика носят до голяма степен отпечатъка на изразеното във втория въпрос въжделение на огромното мнозинство от беларуския народ.
Сред въпросите, представени за разглеждани на референдума, са за:
- обявяване на руския език за държавен,
- тясна икономическа интеграция с Русия,
- промяна на държавния флаг с флаг, наподобяващ времето на Съюза на съветските социалистически републики в съответствие с народната воля от референдума от 14 март 1991 г. дали да се съхрани СССР, когато 83% гласуват „за“.

И на 4-те въпроса мнозинството гласоподаватели застават твърдо зад предложенията на президента съответно с 83,3% 75,1%, 83,3% и 77,7%.